# Vicino Orsini
Pierfrancesco II Orsini, detto Vicino (Roma, 4 luglio 1523 – Bomarzo, 28 gennaio 1585), è stato un nobile e militare italiano, signore di Bomarzo dal 1542 al 1585. È conosciuto soprattutto come committente del Sacro Bosco, meglio noto oggi con il nome di Parco dei Mostri, un complesso monumentale di sculture e fontane dalle caratteristiche peculiari che lo differenziano dai giardini coevi, fatti realizzare nei dintorni da altri signori, come Villa d'Este a Tivoli, Villa Lante a Bagnaia o il giardino di Palazzo Farnese a Caprarola.

## Biografia

### La giovinezza
Vicino Orsini nacque a Roma il 4 luglio del 1523 da Gian Corrado Orsini, signore di Bomarzo, del ramo di Mugnano, e da Clarice Orsini, figlia del cardinale Franciotto Orsini signore di Monterotondo. Venne battezzato nella parrocchia di Santa Maria in Traspontina. Non ci sono finora notizie sulla sua infanzia. Il testamento del padre del 1526 affidò il tutorato dei figli minori Pierfrancesco e Maerbale al maggiore Girolamo ma già due anni dopo le fonti cessarono di nominare Girolamo, probabilmente già morto, e i bambini furono affidati al patronato dell'Abate di Farfa.
Negli anni 1539/40 Vicino si trovava a Venezia dove frequentò il circolo letterario legato all'editore Giolito che annoverava i poeti Giuseppe Betussi, Francesco Maria Molza e Franceschina Baffo. Il Betussi e la Baffo gli dedicheranno anche dei versi.
Negli stessi anni a Venezia conobbe una giovane romana di cui si innamorò, Adriana dalla Roza.
A causa di una rissa venne allontanato da Venezia e fece ritorno nel Lazio con Adriana. Nel 1541 era a Viterbo, dove assistette, come dedicatario, alla rappresentazione teatrale della Cangiaria, commedia attribuita a Sacco da Viterbo, forse identificabile col medico Girolamo Sacchi.
Il cardinale Alessandro Farnese il Giovane fu arbitro nel 1542 della fase finale della controversia ereditaria aperta alla morte di Gian Corrado fin dal 1535 ed assegnò a Vicino i feudi di Bomarzo, Collepiccolo, Castelvecchio, Montenero e Mompeo, mentre il fratello Maerbale ricevette Chia, Penna, Giove, Collestatte, e Torreorsina. Maerbale deciderà di risiedere a Penna e Vicino a Bomarzo.

### Il matrimonio e la carriera militare
Nel 1544 sposò Giulia Farnese, figlia di Galeazzo, signore di Latera, imparentandosi così colla famiglia del cardinale Alessandro, al quale resterà sempre legato, e quindi con l'allora pontefice Paolo III.

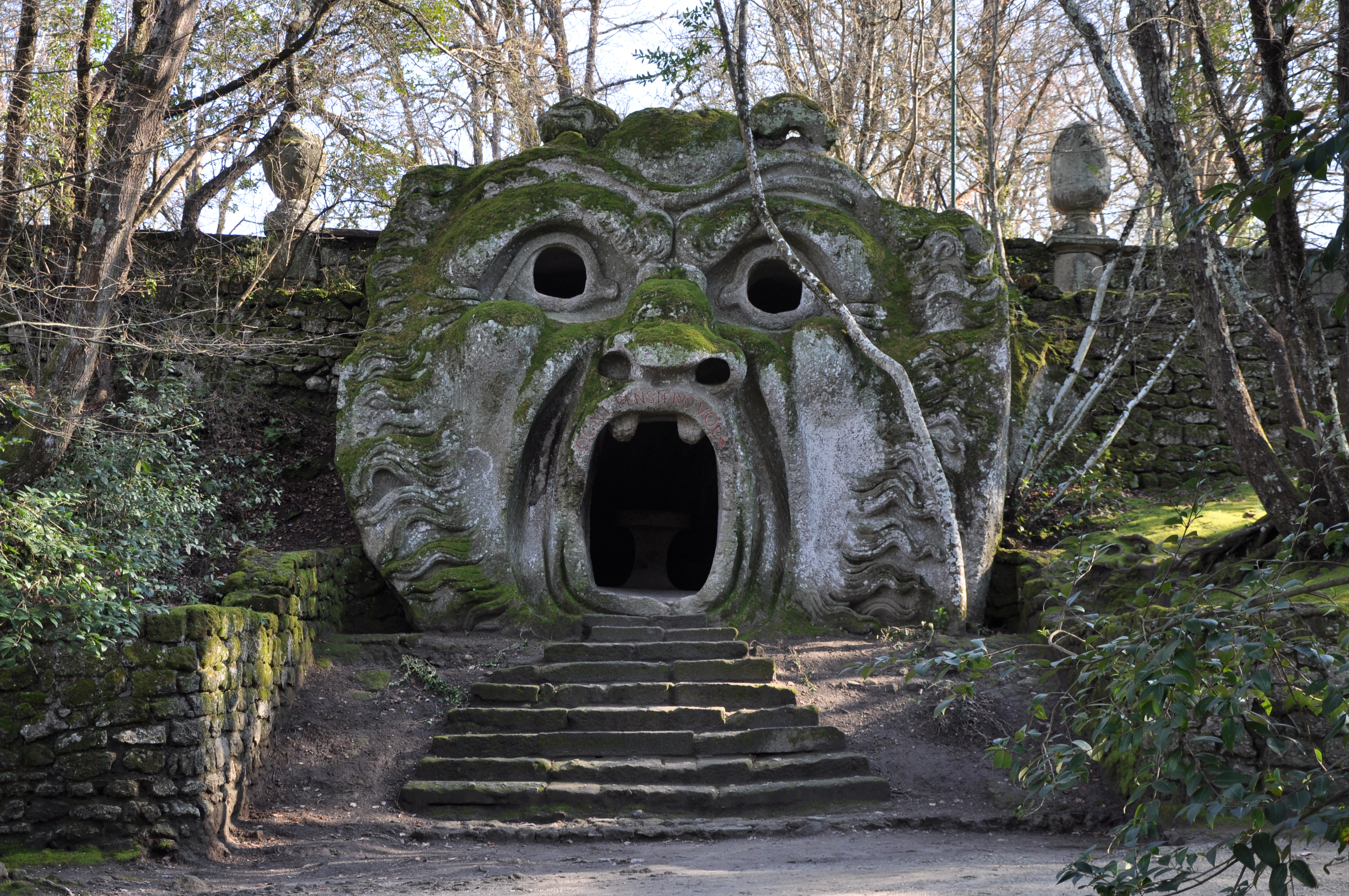
Il Sacro Bosco di Bomarzo

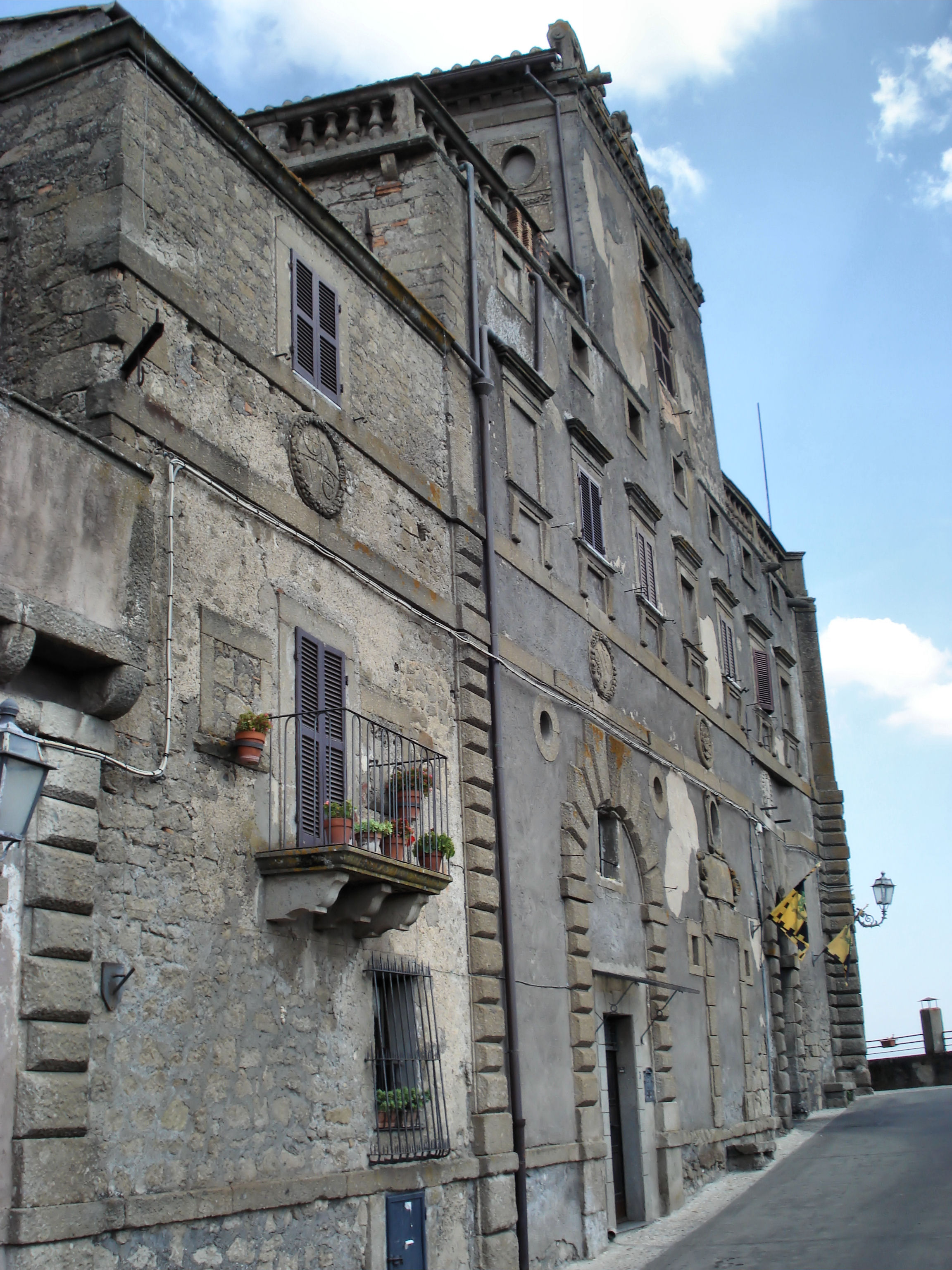
La porta del centro storico di Bomarzo

A parte la sua dubbia partecipazione all'assedio di Perpignan, la carriera militare di Vicino iniziò nel 1545 quando Paolo III lo volle fra i consulenti per la progettazione delle fortificazioni di Borgo, occasione in cui venne ricordato con Torquato Conti, signore di Poli, che diverrà suo cognato, e in cui forse ebbe modo di conoscere Michelangelo.
Nel 1546 era al seguito delle truppe pontificie di rinforzo all'esercito dell'imperatore Carlo V nella guerra contro i principi protestanti riuniti nella lega di Smalcalda. Fatto prigioniero, fu liberato nel 1547, come testimonia la lapide del pozzo alla base della chiesa di Santa Maria Assunta a Bomarzo, fatto costruire da Giulia Farnese come voto per la liberazione del marito.
Successivamente, seguì le sorti della politica farnesiana, in difficoltà dopo la morte di Paolo III.
Nel 1552 era a Bomarzo,come attesta l'iscrizione situata nel Sacro Bosco, ma già l'anno successivo si trovava al fianco d'Orazio Farnese, duca di Parma, e fratello del cardinale Alessandro, con cui partecipò ad una fase del continuo scontro tra la Francia e l'Impero, dalla parte dei francesi. Nello stesso 1553, durante l'assedio di Hesdin dove i francesi erano asserragliati, Orazio Farnese venne ucciso e Vicino cadde prigioniero insieme con Torquato Conti e lo resterà per circa due anni, riuscendo a rientrare a Bomarzo solo nel 1556, dopo la pace di Cateau-Cambrésis.
Negli ultimi anni della carriera militare, era al servizio di papa Paolo IV come comandante della fanteria di Velletri. Durante la "guerra d'Italia" del 1556-57 che oppose il pontefice al viceregno spagnolo di Napoli, fu testimone della distruzione del paese di Montefortino, oggi Artena, ordinata dallo stesso pontefice. Gli abitanti erano passati, insieme con il signore locale, appartenente alla famiglia Colonna, dalla parte degli spagnoli uccidendo in un agguato cento fanti appartenenti proprio al reparto al comando di Vicino. La reazione di Paolo IV fu violenta: ordinò al comandante della cavalleria Giulio Orsini di espugnare e distruggere il borgo e giustiziare tutti gli abitanti, rei di tradimento. Non si conosce il ruolo preciso di Vicino nell'operazione, ma sembra che non avesse partecipato all'assedio, entrando a Montefortino solo dopo che Giulio aveva eseguito l'ordine papale. Horst Bredekamp e Maurizio Calvesi ritengono che la crudeltà dell'accaduto abbia negativamente impressionato Vicino e abbia influenzato, se non determinato, il suo ritiro dalla vita militare.
Alla fine del 1557, infatti, Vicino lasciò il comando di Velletri. L'ultima sua azione di qualche rilevanza politica fu la mediazione che compì a Firenze nel 1558 per il matrimonio di Paolo Giordano Orsini, duca di Bracciano, suo parente, con Isabella de' Medici, figlia del granduca di Toscana Cosimo I.
Vicino dimorava abitualmente nel palazzo Orsini a Bomarzo, il cui progetto era stato commissionato dal padre, nel 1519, a Baldassarre Peruzzi. Nel 1547 fece realizzare all'architetto Pirro Ligorio il Sacro Bosco che dedicò alla moglie scomparsa.
I suoi ritratti, oltre all'affascinante presunta attribuzione del Giovane che sfoglia un libro di Lorenzo Lotto, si limitano soprattutto alla medaglia dello scultore toscano Pastorino dei Pastorini (1508-1592) che ne raffigura il profilo, conservata al British Museum di Londra: nel 2004 l'artista Vezio Paoletti ha riprodotto l'opera in dimensioni maggiori, ora esposta nel Palazzo Orsini.
Pierfrancesco Orsini morì il 28 gennaio 1585, all'età di 61 anni, a Bomarzo, e fu sepolto nella Chiesa parrocchiale di Santa Maria Assunta.